# Bésame mucho
Bésame mucho ist ein berühmtes und in unterschiedlichen Musikstilen interpretiertes Liebeslied der neueren Musikgeschichte. Es wurde von der mexikanischen Komponistin Consuelo Velázquez (1916–2005) komponiert, die auch den Text verfasste und das Lied 1941 veröffentlichte. 
Das Lied entwickelte sich zum internationalen Hit und zum Jazzstandard.

## Geschichte
Die Melodie des als Bésame mucho weltbekannten Liebesliedes zitiert ein Thema des spanischen Komponisten Enrique Granados (1867–1916). Er verwendete es zunächst in dem Klavierstück Quejas o la maja y el ruiseñor ‚Wehklagen oder Das Mädchen und die Nachtigall‘ aus dem 1911 komponierten Klavierzyklus Goyescas, dessen bekanntestes Einzelstück es darstellt. 1915 verwendete er dasselbe Thema in seiner gleichnamigen zweiten Oper Goyescas als Arie der Nachtigall. Seinen Einzug in die populäre Musik fand das Thema, als Consuelo Velázquez im Jahr 1935 oder 1936 das Lied Bésame mucho komponierte und mit einem eigenen Text versah. „Als ich das Lied mit neunzehn Jahren komponierte, hatte ich noch nie geküsst; es war alles ein Produkt meiner Fantasie“, sagte Velázquez selbst einmal in einem Interview.
Der Refrain lautet:
| Bésame, bésame mucho como si fuera esta noche la última vez Bésame, bésame mucho que tengo miedo a perderte perderte después | Küsse mich, küss’ mich ganz feste! Küss’ mich als wär’s heute Nacht zum allerletzten Mal. Küsse mich, küss’ mich ganz feste, denn ich hab’ Angst, ich verlier’ dich, verlier’ dich danach. (Übersetzung von Werner Bildhäuser) |

Emilio Tuero spielte das Lied mit Sängerin Chela Campos 1941 mit diesem Text für den mexikanischen Markt ein. Diese Platte wurde auch in Radiosendern im Süden der Vereinigten Staaten häufig gespielt; zum Lied verfasste Sunny Skylar einen englischen Text. Um die Jahreswende 1943/1944 kamen die ersten Coverversionen von Jimmy Dorsey und Abe Lyman auf den Markt, die sich, ebenso wie kurz darauf die Version von Andy Russell, gut in der Hitparade platzieren konnten. Die Interpretation der Dorsey-Band mit den Sängern Bob Eberly und Kitty Kallen wurde in den Vereinigten Staaten ein Nummer-eins-Hit; sie war (mit Unterbrechungen) insgesamt sieben Wochen an der Spitze. Das Lied wurde weltberühmt, über die Jahre von unzähligen Musikern interpretiert und in über 20 Sprachen übersetzt. Die französische Übertragung des Textes stammt von Pascal Sevran und Serge Lebrail; die erste französische Version sang Tino Rossi 1945. Es gibt auch eine von Ralph Maria Siegel geschriebene deutsche Adaption mit dem Titel Tausendmal möcht’ ich dich küssen.
Es wurde 1999 von der Real Academia Española als das (mit Ausnahme von Geburtstagsständchen und Weihnachtsliedern) meistgespielte Lied der Geschichte in spanischer Sprache ausgezeichnet.

## Bedeutung
Bemerkenswert ist die musikalische Vielfalt, mit der Bésame mucho im Laufe der Jahrzehnte in vielen Kulturkreisen adaptiert wurde. Die Herkunft aus der Oper hat das Lied gleichermaßen bei Musikern der klassischen wie auch der Unterhaltungsmusik beliebt gemacht. Darüber hinaus gibt es zahlreiche Instrumentalversionen, insbesondere für Gitarre und Klavier. Der Geschwindigkeitsbereich variiert dabei von der getragenen Ballade bis hin zu mittelschnellen Versionen.
Das Stück hat sich auch als Jazzstandard etabliert. Um im Jazz Bésame mucho zu interpretieren, folgte Art Pepper dem Grundsatz von Sonny Rollins, dass die Interpretation vor allem auf der Melodie basieren sollte und nicht, wie das bei Jazzstandards üblich ist, auf der harmonischen Grundlage des Songs. Die drei Versionen, die er von Bésame mucho aufnahm, „unterscheiden sich  lediglich durch den Gemütszustand, denn die Originalmelodie setzt sich immer durch.“ Anders ist das in den Interpretationen des Songs von Michel Petrucciani oder Tete Montoliu.
Hier eine Auswahl einiger Interpretationen:
- Chanson/franz. Schlager: Alys Robi (1946, Québec), Édith Piaf, Dalida (1976)
- Big Band/Orchester: Jimmy Dorsey (1944), Esquivel (1957), Tony Arden (1960), Ray Conniff (1960), James Last (1978)
- Schlager: Heinz Rühmann, Lale Andersen, Caterina Valente (engl., 1958)
- Bolero: Lucho Gatica (1953), Trio Los Panchos
- Rock ’n’ Roll: The Coasters (1960), The Beatles (1962), The Ventures (1965), Fastball (1998)
- Jazz: Artie Shaw, Edmond Hall, Dizzy Gillespie, Grant Green (1962), Wes Montgomery (1963), Dave Brubeck (1967), Diana Krall (2001), Michel Petrucciani, Götz Alsmann, Dave Pike, Jan Jankeje, Benny Waters
- Ballade: Josephine Baker & Lecuona Cuban Boys, Dean Martin (1962), Elvis Presley, Trini Lopez, Luis Miguel (1997), Helmut Lotti (2000)
- Spanische Gitarre: Francis Goya (1976), Esteban (1999), John Williams
- Bossa Nova: The Curtis Fuller Quintet (1961), João Gilberto (1977)
- Tex-Mex/Trompete: Herb Alpert & Hugh Masekela (1978)
- Konzertant: Mario Lanza, Plácido Domingo (1990), Andrea Bocelli (2006), José Carreras, Sumi Jo
- Elektro/Deep House: Gadjo (2002), Label: Blanco y Negro Music (Spanien)
- Neue Musik: Quartetto Promoteo (2011),[4] Burkhard Stangl (2014)
- Weltmusik: Mayte Mateos (Baccara) (1989), Cesária Évora (1994), Omara Portuondo (etliche Versionen)
- Club/Lounge: Claude Challe & Ravin (2000)
- Flamenco Jazz: Michel Camilo y Tomatito (2000)
- Tango Argentino: Orquesta Milonguera Romantica (2018)
- Copla andaluza: Rocío Jurado
- Easy Listening: Richard Clayderman
- Rumba/Mambo: Dámaso Pérez Prado, Xavier Cugat

Der Song Besame Mucho (Señora) von der Gruppe Easy Connection aus dem Jahr 1976 hat dagegen mit diesem Lied außer dem Titel nichts gemeinsam.

## Aufnahme der Beatles
Bésame Mucho gehörte 1961/62 zum Liverepertoire der Beatles.
Erste Version:
Der Manager der Beatles, Brian Epstein, konnte Mike Smith, einen Assistenten in der Abteilung A&R bei Decca Records, überzeugen, am 13. Dezember 1961 ein Konzert der Beatles im Cavern Club zu besuchen. Smith war von dem Auftritt so beeindruckt, dass er für den 1. Januar 1962 um 11 Uhr Probeaufnahmen ansetzte. Die Produktionsleitung der Decca Audition hatte Mike Smith in den Decca Studios, Broadhurst Gardens, London, inne, es gab pro Lied nur einen Take, aufgenommen wurde in Mono. Overdubs wurden nicht produziert und eine Abmischung fand nicht statt. Die Beatles spielten also quasi live – innerhalb einer Stunde nahmen sie 15 Lieder auf. Anfang Februar 1962 wurden die Beatles von Decca überraschenderweise abgelehnt. Am 10. September 1982 wurde in Großbritannien von Audiofidelity Enterprises Ltd. die Schallplatte The Complete Silver Beatles veröffentlicht. Das Album war bis zum Jahr 1988 legal erhältlich. Diese aufgenommene Studioversion von Bésame Mucho wurde bisher nicht wieder legal veröffentlicht.
Besetzung:
- John Lennon: Rhythmusgitarre
- Paul McCartney: Bass, Gesang
- George Harrison: Leadgitarre
- Pete Best: Schlagzeug

Zweite Version:
Am 6. Juni 1962, zwischen 19 und 22 Uhr, hatten John Lennon, Paul McCartney, George Harrison und Pete Best einen Vorspieltermin in den Londoner Abbey Road Studios, bei dem die Gruppe vor den Parlophone-Produzenten George Martin und Ron Richards auftrat. Die Beatles spielten die Lieder Bésame Mucho, Love Me Do, P.S. I Love You und Ask Me Why, von denen die ersten beiden Lieder im November 1995 auf dem Kompilationsalbum Anthology 1 veröffentlicht wurden. Norman Smith war der Toningenieur der Aufnahmen.
Dritte Version:
Am 29. Januar 1969 wurde in den Apple Studios Bésame Mucho für den Film Let It Be, der 1970 veröffentlicht wurde, erneut aufgenommen.

### Musikbeispiele
- Tino Rossi: Besame mucho auf YouTube
- Consuelo Velázquez: Bésame mucho auf YouTube
- Curtis Fuller Quintet: Besame mucho auf YouTube
- The Beatles: Besame mucho (Anthology 1 Version) auf YouTube
- Atom™: Besame mucho auf YouTube
- Roland Kunz: Interpretationssache: „Bésame mucho“. In: ardaudiothek.de. Saarländischer Rundfunk, 17. Juni 2024.